# Magnus Felix Ennodius
Magnus Felix Ennodius (* 473 oder 474 wahrscheinlich in Arles; † 17. Juli 521 in Pavia), auch Ennodius von Pavia, war Bischof von Pavia und verfasste eine Vielzahl von christlichen Schriften in lateinischer Sprache.

## Leben
Ennodius entstammte einer adligen Familie. Nach dem frühen Tod seiner Eltern zog er zu seiner Tante in Pavia. Dort wurde er wahrscheinlich in den profan-klassischen Gebieten (den Artes) ausgebildet. Nicht ganz klar ist, ob er mit seiner Frau, einer Tochter seiner Tante, nur verlobt war oder sie auch heiratete; jedenfalls führte er zunächst ein weltliches Leben. Er trat spätestens im Jahr 494 zum Christentum über und entschloss sich, ein geistliches Leben zu führen.
In seiner Selbstbiographie (dem Eucharisticum de vita sua), die sich stilistisch an den Confessiones des Augustinus orientiert, schreibt er, dass er mit diesem Werk ein Versprechen an den Heiligen Viktor eingelöst habe. Der Hilfe des Hl. Viktor, so Ennodius, habe er die Genesung von einer schweren Krankheit zu verdanken und dieses Erlebnis habe ihn zu einer Lebensumkehr bewogen. Allerdings erkrankte er erst im Jahr 511 und seine Bekehrung erfolgte deutlich früher.
Er begleitete Bischof Epiphanius von Pavia im Jahr 494 auf einer diplomatischen Mission nach Lyon zu König Gundobad; diese Reise erfolgte im Auftrag des Ostgotenkönigs Theoderichs des Großen.
Im Streit um die Papstwahl vom 22. November 498, in der Symmachus und Laurentius zum Papst gewählt wurden, engagierte sich Ennodius zu Gunsten des Symmachus. Auf der sogenannten Synodus Palmaris vom 23. Oktober 501, die Theoderich in Rom einberufen hatte, hatte die Synode entschieden, dass sie nicht über einen Papst richten dürfe, denn dieses sei Gott vorbehalten. Dieser Meinung schloss sich Ennodius in seinem Libellus pro synodo an.
Seit dem Jahr 513 war Ennodius Bischof von Pavia und in dieser Funktion wurde er in den Jahren 515 und 517 von Papst Hormisdas nach Konstantinopel gesandt, um Kaiser Anastasios I. zu einer Beilegung des Akakianischen Schismas zu bewegen. Allerdings blieben seine Bemühungen ohne Erfolg.

## Schriften
Vor seiner Zeit als Bischof verfasste Ennodius etwa 500 Werke. Historisch bedeutend als Geschichtsquelle sind eine Lobrede auf Theoderich (der Panegyricus Theoderico regi dictus) und eine Biographie des Epiphanius von Pavia, seines Vorgängers als Bischof von Pavia (die Vita Epiphanii episcopi Ticinensis).
Weiterhin sind 297 Briefe erhalten, die er nach dem Vorbild des Symmachus verfasste. Ennodius schrieb außerdem 28 Reden zu verschiedenen Anlässen wie Schulfeiern, der Einweihung einer Basilika oder zum Jahrestag des Amtsantrittes des Bischofs Laurentius von Mailand. Ganz in der Tradition antiker Gelehrsamkeit stehen seine 151 Lieder und Epigramme, denen wenig literarische Bedeutung zugemessen wird: „Das Versemachen wirkt improvisiert und an passende Gelegenheiten gebunden“.
Vermutlich im Auftrag von Leontius, dem Abt des Klosters Lérins, verfasste Ennodius im Jahr 506 eine Vita des Antonius von Lérins (die Vita Antonii monachi Lerinensis).

### Lobrede auf Theoderich den Großen
Ennodius verfasste im Jahr 507 seinen Panegyrikus auf Theoderich den Großen (Panegyricus Theoderico regi dictus). Bei welcher Gelegenheit er diese Lobrede vor dem Ostgotenkönig hielt, ist unbekannt. Er charakterisiert Theoderich als gebildeten christlichen Herrscher, der sich mit der römischen Kultur vertraut gemacht habe. Auch ohne das Tragen eines kaiserlichen Diadems sei Theoderich, schon wegen seiner Abstammung von den Amalern, allen anderen Monarchen ebenbürtig. Odoaker sei ein Tyrann gewesen, den Theoderich beseitigt und dadurch Italien befreit habe. Als siegreicher König von Gottes Gnaden habe Theoderich viele Heldentaten begangen – von denen Ennodius zahlreiche aufzählt – und übertreffe in militärischem Ruhm sogar Alexander den Großen. Seit seiner Übernahme der Kontrolle über Italien unternähmen seine gotischen Feldherren für ihn die Kriegszüge, und mit ihrer Unterstützung schütze er Italien vor äußeren Feinden. In der durch ihn etablierten Friedenszeit herrsche allgemeiner Wohlstand und das gesetzlich fixierte Recht. Theoderich selbst sei als tugendhafter König weise, gerecht und großzügig. Er übertrage nur würdigen Amtsträgern hohe Staatsfunktionen. Insgesamt gesehen habe er ein neues goldenes Zeitalter begründet.
Der in geschraubtem und schwer verständlichem Stil verfasste Panegyrikus des Ennodius auf Theoderich hält sich im üblichen Rahmen der zahlreichen antiken Lobreden auf Herrscher, in denen nur Positives über den Gelobten berichtet wurde und selbst maßvolles Urteilen über dessen Taten verpönt war. Aufgrund seiner Abkunft aus einer senatorischen römischen Familie und seines Berufsstandes als Kleriker der katholischen Kirche trennte Ennodius indessen eine tiefe soziale und kulturelle Kluft von Theoderich, der gotischer Abstammung und Anhänger einer anderen, von Katholiken als ketzerisch betrachteten Glaubensrichtung, des Arianismus, war. Die Lobrede des Bischofs verrät die diskursiven Strategien römischer Senatoren und Prälaten, um sich mit der Herrschaft des Gotenkönigs zu arrangieren. Er unterließ die Erwähnung von Theoderichs Glaubensbekenntnis und hob stattdessen hervor, dass dieser die Ideale und Vorrechte der Senatoren und Kleriker anerkenne, pries seine militärischen Fähigkeiten, die Frieden in Italien garantierten, und unterstrich seine Erfüllung von Aufgaben, die einst von den römischen Kaisern wahrgenommen worden seien. So sagt Ennodius’ Panegyrikus vor allem viel über die Selbstrepräsentation Theoderichs gegenüber den traditionellen Eliten Italiens und deren Reaktion aus; als historische Quelle über das Wirken des Ostgotenkönigs ist sie weniger ergiebig. Wie sich aus Äußerungen des Ennodius über Theoderich bei anderen Gelegenheiten ergibt, betrachtete er die Herrschaft des Königs aufrichtig als Segen für Italien, und er sah ihn als Garanten der Aufrechterhaltung der traditionellen Kultur und Gesellschaftsordnung.

## Textausgaben
- Walther Bulst: Hymni Latini antiquissimi LXXV, psalmi III. Heidelberg 1956, S. 77–88.
- Michael Fertig: Magnus Felix Ennodius und seine Zeit, Passau 1855–1860 (Übersetzung). – Digitalisat: Band 1 (1855), Band 2, Vita Epiphanii (1860), Panegyricus (1858).
- Jacques-Paul Migne (Hrsg.): Anno Domini 521: Magni Felicis Ennodii (episcopi Ticinensis) epistolarum libri 9; Opuscula miscella 10; Carmina liber 1, 2; Appendix: Dictio Ennodii in natali Laurentii, Mediolanensis episcopi (= Patrologiae cursus completus. Series Latina. Tomus 63), Paris 1882.
- Friedrich Vogel (Hrsg.): Auctores antiquissimi 7: Magni Felicis Ennodi Opera. Berlin 1885 (Monumenta Germaniae Historica, Digitalisat)
- Christian Rohr: Der Theoderich-Panegyricus des Ennodius (= MGH Studien und Texte. Band 12). Hannover 1995.
- Stéphane Gioanni: Lettres, Tome 1: Livres I et II. Les Belles Lettres, Paris 2006, nach der Dissertation von 2004, «Lumière de Rome», «Lumière de l’Église» und Lettres, Tome 2: Livres III et IV. Les Belles Lettres, Paris 2010.
- Frank M. Ausbüttel: Ennodius, Heiligenviten. Epiphanius von Pavia. Antonius von Lérins. Lateinisch und deutsch (= Texte zur Forschung. Band 109). Wissenschaftliche Buchgesellschaft, Darmstadt 2016, ISBN 978-3-534-26373-8.
- Bret Mulligan: The poetry of Ennodius. Translated with an introduction and notes (= Routledge later Latin poetry). Routledge, Abingdon 2022, ISBN 978-1-138-77757-6.

## Belege
1. ↑  Kommentierte Liste zu Werken des Ennodius
2. ↑  Hans-Ulrich Wiemer: Theoderich der Große. König der Goten, Herrscher der Römer. C. H. Beck, München 2018, ISBN 978-3-406-71908-0, S. 37 ff.
3. ↑  Hans-Ulrich Wiemer: Theoderich der Große, 2018, S. 39 ff.

| Personendaten    | Personendaten                                                                         |
| ---------------- | ------------------------------------------------------------------------------------- |
| NAME             | Ennodius, Magnus Felix                                                                |
| ALTERNATIVNAMEN  | Ennodius von Pavia                                                                    |
| KURZBESCHREIBUNG | katholischer Bischof und Verfasser von christlichen Schriften in lateinischer Sprache |
| GEBURTSDATUM     | 473 oder 474                                                                          |
| GEBURTSORT       | unsicher: Arles                                                                       |
| STERBEDATUM      | 17. Juli 521                                                                          |
| STERBEORT        | Pavia, Lombardei                                                                      |